# Cmentarz w Tereszpolu
Cmentarz w Tereszpolu – nekropolia w Tereszpolu, utworzona na potrzeby miejscowej ludności unickiej w XIX w., od 1875 prawosławna, od okresu międzywojennego zespół dwóch cmentarzy: nieużywanego prawosławnego i używanego przez katolików obrządku łacińskiego. Użytkowana po II wojnie światowej tylko przez katolików w całości.

## Historia i opis
Cmentarz powstał najprawdopodobniej w 1851 r. powstał w I poł. XIX w. jako nowy cmentarz jeszcze na potrzeby unickiej parafii św. Paraskiewy. Po 1875 r. i utworzeniu w jej miejsce parafii prawosławnej, wskutek likwidacji unickiej diecezji chełmskiej, funkcjonował jako prawosławny. Cmentarz był użytkowany przez miejscową ludność prawosławną do końca I wojny światowej. Po wojnie obok opuszczonej w wyniku bieżeństwa nekropolii swój cmentarz wytyczyła ludność rzymskokatolicka. Z czasem nastąpiło ostateczne połączenie obu cmentarzy.
Na początku lat 90. XX wieku na terenie nekropolii zachowało się w całości lub fragmentach ok. 20 kamiennych i betonowych nagrobków sprzed 1945 r. Są to płyty poziome i prostopadłościenne postumenty z krzyżami łacińskimi i prawosławnymi dekorowane wielostopniowymi gzymsami uskokowymi oraz trójkątnymi i półkolistymi tympanonami.  Inskrypcje na tych nagrobkach wykonane zostały w językach: polskim i cerkiewnosłowiańskim. W części katolickiej dominują betonowe płyty poziome, obecne są również ludowe figury Chrystusa oraz lastrykowe stelle z krzyżami. 
Na cmentarzu wyróżniają się ponadto: mogiła zbiorowa 2 szeregowych i 3 nieznanych żołnierzy polskich poległych w 16 września 1939 r., zbiorowa mogiła żołnierzy niemieckich poległych w czasie kampanii wrześniowej oraz groby milicjantów zabitych w 1946 i 1948 r..
Cmentarz okala niewielka ilość sosen.